# Conjunt recursiu
En la teoria de la computabilitat, un conjunt de nombres naturals s'anomena recursiu, computable o decidible si hi ha un algorisme, que acaba després d'una quantitat finita de temps i que pot decidir si un nombre pertany al conjunt.